# ОФК Белград
ОФК Белград (на сръбски: Омладински фудбалски клуб Београд; на сърбохърватски: Omladinski fudbalski klub Beograd) е сръбски футболен клуб от Белград. Състезава се в Сръбската суперлига, най-високото ниво на сръбския футбол. Дългогодишен участник в бившата Югославска Първа лига на която е петкратен шампион и шест пъти сребърен медалист.

## Известни бивши футболисти
- Слободан Райкович
- Бранислав Иванович
- Стевица Кузмановски
- Никола Вуядинович
- Александар Коларов
- Славко Матич
- Неманя Милисавлевич
- Дарко Савич
- Младен Кашчелан

## Бивши треньори
- Миодраг Йешич
- Стевица Кузмановски
- Ратко Достанич
- Драголюб Беклавац

## Български футболисти
- Благой Симеонов: 1946/47 - (1 мача - 0 гола)